# Sematophyllum macrocytus
Sematophyllum macrocytus är en bladmossart som beskrevs av Brotherus 1925. Sematophyllum macrocytus ingår i släktet Sematophyllum och familjen Sematophyllaceae. Inga underarter finns listade i Catalogue of Life.